# 小坑新村
小坑新村是位於新界北區粉嶺的其中一條鄉村。小坑新村原名上圍村，香港日治時期為了易容打理而被改名為小坑新村。該村的李氏家族保有了清朝的紅契，茲證明了該村至少在1898年前已經有人居住，現時該村為多姓村，故沒有設祠堂及鄉公所。村內部分土地在韓戰時被英軍徵用為靶場，回歸後該靶場轉交予解放軍。